# Чатинян, Мгер
Мгер Чатиня́н (арм. Մհեր Չատինյան; род. 18 июля 1989, Кировакан, Армянская ССР, СССР) — армянский живописец.

## Биография
Мгер Чатинян родился в Армянской ССР в городе Кировакане (нынешний Ванадзор) в 1989 году. Окончив среднюю школу в 2006 году, увлёкся живописью и рисованием. Первым его учителем и вдохновителем стал отец — преподаватель живописи и истории искусств.
В 2010 году окончил Ванадзорский государственный педагогический институт, где обучался на факультете живописи и графики.
В 2010—2012 годах служил в Вооружённых силах Армении.
С 2006 года регулярно выставляется в Ванадзоре и в Ереване.
В 2017 году прошла первая персональная выставка в Москве.
Участвовал в художественных симпозиумах в Гюмри в 2012, 2013, 2014 годах, в Тбилиси в 2013 году, в Словакии в 2014 году.
С 2012 года — член Всемирного союза армянских художников.
С 2019 года — член Союза художников Армении.

## Творчество
В картинах Мгера Чатиняна видно влияние Минаса Аветисяна и Мартироса Сарьяна. Однако художнику удалось найти свою собственную, близкую к абстракции манеру, оставаясь при этом в рамках традиционной национальной живописи. Для работ художника характерны ясно читаемая композиция и контрастные насыщенные цвета.

## Галерея работ

Солнечный день. 60х50 см. Холст, масло. 2020 г.
Лето в горах. 70х60 см. Холст, масло. 2020 г.
Цветы. 50х40 см. Холст, масло. 2020 г.
Армянская Юдифь. 200х100 см. Холст, масло. 2019 г.

## Выставки
- 2006 год — Персональная выставка в г. Ванадзор.

- 2009 год — Картинная галерея Ванадзора. Совместная выставка с дедом и отцом «3 Возраста». Мгеру тогда было 20 лет, отцу — 50, деду — 80 лет.

- 2012 год — Персональная выставка в картинной галерее Ванадзора.

- 2013 год — Персональная выставка в салоне «Неркай» г. Еревана.

- 2012 год — Участник Всеармянской выставки графики в «Доме художника» в г. Ереване

- 2013 год — Участник Всеармянской выставки «Пейзаж», г. Ереван «Дом художника»

- 2014 год — Участник выставки в г. Бойнице (Словакия)

- 2015 год — Групповая выставка, Италия — призовое 4-е место

- 2016 год — Персональная выставка в г. Ден-Хелдер (Голландия)

- 2017 год — Персональная выставка в Москве, галерея Alpert[2]

- 2017 год — Персональная выставка в Милане (Италия)

- 2017 год — Персональная выставка в Figaro Gallery, Рига, (Латвия)[3]

- 2018 год — Персональная выставка в Москве Культурный центр Посольства Армении в России[4]

- 2019 год — Персональная выставка в Нижнем Новгороде галерея «Луна»[5]

- 2019 год — Персональная выставка в музее современного искусства Артмуза, Санкт-Петербург[6]

- 2022 год — Персональная выставка "Я смотрю на небо", Галерея современного искусства "Вместе", Москва.

- 2022 год — Персональная выставка, галерея "Луна", Нижний Новгород.

- 2023 год — Персональная выставка, Kartina Gallery в Сеуле, Южная Корея.

- 2023 год — Персональная выставка "The spring Symphony", Form and Seasons Art Gallery, Ереван, Армения.